# Daniel Langhamer
Daniel Langhamer (Praga, 20 marzo 2003) è un calciatore ceco, centrocampista del Teplice in prestito dallo Mladá Boleslav.

## Carriera

### Club
Cresciuto nel settore giovanile dello Slavia Praga, nel 2020 ha debuttato con la seconda squadra in terza divisione poco prima di passare a titolo definitivo allo Mladá Boleslav, in prima divisione. Ha esordito con la nuova maglia l'8 ottobre 2020 nell'incontro di Coppa della Repubblica Ceca vinto ai rigori contro il Chrudim. Nel luglio del 2021 è passato in prestito al Příbram ma nel mese di gennaio il trasferimento è stato terminato in anticipo.
Il 27 luglio 2022 è stato prestato al Graffin Vlašim ma dopo sola mezza stagione ha cambiato squadra tornando al Příbram fino a giugno. Nel 2023 è passato in prestito al Chrudim, dove ha disputato un'ottima stagione dal punto di vista personale mettendo a segno 8 reti in 30 incontri in seconda divisione.
Rientrato allo Mladá Boleslav, ha iniziato a giocare con maggior costanza giocando anche i suoi primi incontri internazionali in UEFA Conference League. Ciò nonostante il 15 gennaio 2025 è passato in prestito al Teplice per i restanti mesi della stagione.

### Nazionale
Ha giocato con le nazionali giovanili ceche Under-17, Under-19, Under-20 ed Under-21.

## Statistiche

### Presenze e reti nei club
Statistiche aggiornate al 7 giugno 2025.
| Stagione        | Squadra          | Campionato      | Campionato | Campionato | Coppe nazionali | Coppe nazionali | Coppe nazionali | Coppe continentali | Coppe continentali | Coppe continentali | Altre coppe | Altre coppe | Altre coppe | Totale | Totale | Totale |
| Stagione        | Squadra          | Comp            | Pres       | Reti       | Comp            | Pres            | Reti            | Comp               | Pres               | Reti               | Comp        | Pres        | Reti        | Pres   | Reti   |        |
| --------------- | ---------------- | --------------- | ---------- | ---------- | --------------- | --------------- | --------------- | ------------------ | ------------------ | ------------------ | ----------- | ----------- | ----------- | ------ | ------ | ------ |
| ago. 2020       | Slavia Praga B   | CFL             | 3          | 0          | -               | -               | -               | -                  | -                  | -                  | -           | -           | -           | 3      | 0      |        |
| 2020-2021       | Mladá Boleslav B | CFL             | 3          | 0          | -               | -               | -               | -                  | -                  | -                  | -           | -           | -           | 3      | 0      |        |
| 2020-2021       | Mladá Boleslav   | 1L              | 1          | 0          | CRC             | 1               | 0               | -                  | -                  | -                  | -           | -           | -           | 2      | 0      |        |
| 2021-gen. 2022  | Příbram B        | CFL             | 1          | 0          | -               | -               | -               | -                  | -                  | -                  | -           | -           | -           | 1      | 0      |        |
| 2021-gen. 2022  | Příbram          | FNL             | 15         | 0          | CRC             | 2               | 0               | -                  | -                  | -                  | -           | -           | -           | 17     | 0      |        |
| gen.-giu. 2022  | Mladá Boleslav B | CFL             | 10         | 2          | -               | -               | -               | -                  | -                  | -                  | -           | -           | -           | 10     | 2      |        |
| gen.-giu. 2022  | Mladá Boleslav   | 1L              | 1          | 0          | CRC             | 1               | 0               | -                  | -                  | -                  | -           | -           | -           | 2      | 0      |        |
| 2022-gen. 2023  | Graffin Vlašim   | FNL             | 15         | 1          | CRC             | 3               | 2               | -                  | -                  | -                  | -           | -           | -           | 18     | 3      |        |
| gen.-giu. 2023  | Příbram          | FNL             | 15         | 0          | CRC             | 0               | 0               | -                  | -                  | -                  | -           | -           | -           | 15     | 0      |        |
| Totale Příbram  | Totale Příbram   | Totale Příbram  | 30         | 0          |                 | 2               | 0               |                    | -                  | -                  |             | -           | -           | 32     | 0      |        |
| 2023-2024       | Chrudim          | FNL             | 30         | 8          | CRC             | 1               | 0               | -                  | -                  | -                  | -           | -           | -           | 31     | 8      |        |
| 2024-gen. 2025  | Mladá Boleslav B | CFL             | 1          | 0          | -               | -               | -               | -                  | -                  | -                  | -           | -           | -           | 1      | 0      |        |
| 2024-gen. 2025  | Mladá Boleslav   | 1L              | 10         | 0          | CRC             | 1               | 0               | UECL               | 9                  | 0                  | -           | -           | -           | 20     | 0      |        |
| gen.-giu. 2025  | Teplice          | 1L              | 14         | 1          | CRC             | 2               | 0               | -                  | -                  | -                  | -           | -           | -           | 16     | 1      |        |
| Totale carriera | Totale carriera  | Totale carriera | 119        | 12         |                 | 11              | 0               |                    | 9                  | 0                  |             | -           | -           | 139    | 12     |        |